# River Falls (Alabama)
River Falls is een plaats (town) in de Amerikaanse staat Alabama, en valt bestuurlijk gezien onder Covington County.

## Demografie
Bij de volkstelling in 2000 werd het aantal inwoners vastgesteld op 616.
In 2006 is het aantal inwoners door het United States Census Bureau geschat op 619, een stijging van 3 (0.5%).

## Geografie
Volgens het United States Census Bureau beslaat de plaats een oppervlakte van
18,4 km², waarvan 17,9 km² land en 0,5 km² water. River Falls ligt op ongeveer 45 m boven zeeniveau.

## Plaatsen in de nabije omgeving
De onderstaande figuur toont de plaatsen in een straal van 16 km rond River Falls.